# Caroline Sandström
Caroline Sandström är en finlandssvensk språkvetare och lexikograf, känd som huvudredaktör för Ordbok över Finlands svenska folkmål.

## Biografi
Sandström har en bakgrund i Sibbo, där hon växte upp i en familj med starka dialektala rötter. Hon har beskrivit hur hennes språkliga förebilder, särskilt hennes mormor och far, påverkade hennes intresse för dialekter och språkvariation. Efter studentexamen inledde hon hösten 1980 studier i nordiska språk vid Helsingfors universitet, där hon senare avlade magister- och licentiatexamen, och 2010 disputerade på avhandlingen Genus i östra Nyland - från dialektutjämning till dialektmarkör. Hon har även studerat vid Institutionen för nordiska språk vid Uppsala universitet, vilket haft stor betydelse för hennes utveckling som dialektforskare. Sedan 1989 har hon arbetat vid Institutet för de inhemska språken. Först som redaktör vid Ordbok över Finlands svenska folkmål och sedan 2009 som huvudredaktör för ordboken.

## Publikationer
Förutom sitt arbete med ordboken har Sandström publicerat flera artiklar och krönikor om språk och dialekter, bland annat i tidskriften Språkbruk. Hennes texter behandlar ämnen som språklig mångfald, dialekters betydelse och språkets roll i samhället. Hon nu är huvudredaktör för Ordbok över Finlands svenska folkmål.